# 蘇賈
蘇賈（羅馬化：Sudzha）是俄羅斯庫爾斯克州苏贾区西南部的一個城市，也是苏贾区的行政中心。蘇賈坐落於蘇賈河畔，位於庫爾斯克西南105公里。2002年時人口為7,045人。
蘇賈於17世紀建立，1664年建市。2024年，烏克蘭在對俄本土庫爾斯克州的攻勢中取得了城市的控制權，俄烏雙方激烈交火，烏方於2024年8月至2025年3月期間曾控制蘇賈及周邊地區共7個月。

## 歷史
該市於17世紀由斯洛博達哥薩克團的蘇梅團建立。

### 2022年俄乌战争
2024年8月，乌克兰军队与俄罗斯军队在此地周边发生激烈战斗。8月9日，烏軍宣布攻佔蘇賈東南方的德米特留科夫。8月10日，乌军声称已控制蘇賈，一些俄罗斯媒體表示乌克兰军队控制了蘇賈的部分地区。8月11日，烏軍表示肅清在蘇賈殘存的俄軍。8月15日起，该地一度由乌占库尔斯克州军事管制局管轄。2025年2月20日，俄军称已经收回800平方公里苏贾周边的土地，并越过国境进入乌克兰北部的蘇梅州，对苏贾乌军补给线造成威胁。2025年3月12日，俄军夺回苏贾镇中心，并持续向苏梅州方向推进。3月14日左右，乌军已经完全撤离苏贾及周边定居点。